# Dick's Picks
Dick's Picks era una serie de lanzamientos de álbumes en vivo de la banda estadounidense Grateful Dead, a través del sello discográfico homónimo de la banda. 
El volumen 15 y posteriores se lanzaron en formato HDCD. Esto proporciona una calidad de sonido mejorada cuando se reproduce en reproductores de CD con capacidad HDCD y es totalmente compatible con los reproductores de CD normales.

## Historia
En las décadas de 1990 y 2000, Grateful Dead lanzó numerosas grabaciones de conciertos en vivo de sus archivos en tres series simultáneas. La serie From the Vault eran remixes de grabaciones multipista realizadas en el momento de los conciertos. La serie View from the Vault también eran remixes de múltiples pistas, pero se publicaban simultáneamente como álbumes en CD y como videos de conciertos en DVD. 
La tercera serie de lanzamientos de conciertos era Dick's Picks, que se basan en grabaciones de conciertos de dos pistas. A diferencia de las grabaciones multipista, las grabaciones de dos pistas no pueden remezclarse, solo remasterizarse. Por lo tanto, la calidad de sonido de la serie Dick's Picks, aunque generalmente era muy buena, no es tan alta como la de los otros lanzamientos oficiales de grabaciones en vivo, como se explica en los diversos avisos de “caveat emptor” en el folleto que acompaña al CD.
La serie Dick's Picks, que comenzó en 1993, lleva el nombre del archivero de la bóveda de cintas de Grateful Dead, Dick Latvala. Latvala seleccionó programas con la aprobación de la banda y supervisó la producción de los álbumes. Después de la muerte de Latvala en 1999, David Lemieux se convirtió en el archivador de cintas de Dead y asumió la responsabilidad de producir los lanzamientos posteriores de Dick's Picks, así como su propia serie Dave's Picks. Latvala y Lemieux trabajaron con el ingeniero de audio Jeffrey Norman, quien estuvo a cargo de la masterización de los CD. La última recopilación de Dick's Pick se publicó en 2005.

## Lista de lanzamientos
| Año  | Información | Fecha de grabación y ubicación |
| ---- | --- | --- |
| 1993 | Dick's Picks Volume 1 - Publicación: octubre de 1993 - Discográfica: Grateful Dead - Calificación de AllMusic:    | 19 de diciembre de 1973 Curtis Hixon Hall, Tampa, Florida |
| 1995 | Dick's Picks Volume 2 - Publicación: marzo de 1995 - Discográfica: Grateful Dead - Calificación de AllMusic:      | 31 de octubre de 1971 Ohio Theatre, Columbus, Ohio |
| 1995 | Dick's Picks Volume 3 - Publicación: noviembre de 1995 - Discográfica: Grateful Dead - Calificación de AllMusic:  | 22 de mayo de 1977 Hollywood Sportatorium, Pembroke Pines, Florida |
| 1996 | Dick's Picks Volume 4 - Publicación: febrero de 1996 - Discográfica: Grateful Dead - Calificación de AllMusic:    | 13 y 14 de febrero de 1970 Fillmore East, Nueva York, Nueva York |
| 1996 | Dick's Picks Volume 5 - Publicación: mayo de 1996 - Discográfica: Grateful Dead - Calificación de AllMusic:       | 26 de diciembre de 1979 Oakland Civic Auditorium, Oakland, California |
| 1996 | Dick's Picks Volume 6 - Publicación: octubre de 1996 - Discográfica: Grateful Dead - Calificación de AllMusic:    | 14 de octubre de 1983 Hartford Civic Center, Hartford, Connecticut |
| 1997 | Dick's Picks Volume 7 - Publicación: marzo de 1997 - Discográfica: Grateful Dead - Calificación de AllMusic:      | 9 al 11 de septiembre de 1974 Alexandra Palace, Londres, Inglaterra |
| 1997 | Dick's Picks Volume 8 - Publicación: junio de 1997 - Discográfica: Grateful Dead - Calificación de AllMusic:      | 2 de mayo de 1970 Harpur College, Binghamton, Nueva York |
| 1997 | Dick's Picks Volume 9 - Publicación: octubre de 1997 - Discográfica: Grateful Dead - Calificación de AllMusic:    | 16 de septiembre de 1990 Madison Square Garden, Nueva York, Nueva York |
| 1998 | Dick's Picks Volume 10 - Publicación: febrero de 1998 - Discográfica: Grateful Dead - Calificación de AllMusic:   | 29 de diciembre de 1977 Winterland Ballroom, San Francisco, California |
| 1998 | Dick's Picks Volume 11 - Publicación: junio de 1998 - Discográfica: Grateful Dead - Calificación de AllMusic:     | 27 de septiembre de 1972 Stanley Theater, Jersey City, Nueva Jersey |
| 1998 | Dick's Picks Volume 12 - Publicación: octubre de 1998 - Discográfica: Grateful Dead - Calificación de AllMusic:   | 26 de junio de 1974 Providence Civic Center, Providence, Rhode Island 28 de junio de 1974 Boston Garden, Boston, Massachusetts                                                   |
| 1999 | Dick's Picks Volume 13 - Publicación: marzo de 1999 - Discográfica: Grateful Dead - Calificación de AllMusic:     | 6 de mayo de 1981 Nassau Coliseum, Uniondale, Nueva York |
| 1999 | Dick's Picks Volume 14 - Publicación: junio de 1999 - Discográfica: Grateful Dead - Calificación de AllMusic:     | 30 de noviembre y 2 de diciembre de 1973 Boston Music Hall, Boston, Massachusetts                                                                                                |
| 1999 | Dick's Picks Volume 15 - Publicación: octubre de 1999 - Discográfica: Grateful Dead - Calificación de AllMusic:   | 3 de septiembre de 1977 Madison Township Raceway Park, Englishtown, Nueva Jersey                                                                                                 |
| 2000 | Dick's Picks Volume 16 - Publicación: marzo de 2000 - Discográfica: Grateful Dead - Calificación de AllMusic:     | 8 de noviembre de 1969 Fillmore West, San Francisco, California |
| 2000 | Dick's Picks Volume 17 - Publicación: abril de 2000 - Discográfica: Grateful Dead - Calificación de AllMusic:     | 25 de septiembre de 1991 Boston Garden, Boston, Massachusetts |
| 2000 | Dick's Picks Volume 18 - Publicación: junio de 2000 - Discográfica: Grateful Dead - Calificación de AllMusic:     | 3 de febrero de 1978 Dane County Coliseum, Madison, Wisconsin 4 de febrero de 1978 Milwaukee Auditorium, Milwaukee, Wisconsin 5 de febrero de 1978 UNI-Dome, Cedar Falls, Iowa   |
| 2000 | Dick's Picks Volume 19 - Publicación: octubre de 2000 - Discográfica: Grateful Dead - Calificación de AllMusic:   | 19 de octubre de 1973 Oklahoma State Fair Arena, Oklahoma City, Oklahoma |
| 2001 | Dick's Picks Volume 20 - Publicación: enero de 2001 - Discográfica: Grateful Dead - Calificación de AllMusic:     | 25 de septiembre de 1976 Capital Centre, Landover, Maryland 28 de septiembre de 1976 Onondaga County War Memorial, Syracuse, Nueva York                                          |
| 2001 | Dick's Picks Volume 21 - Publicación: marzo de 2001 - Discográfica: Grateful Dead - Calificación de AllMusic:     | 1 de noviembre de 1985 Richmond Coliseum, Richmond, Virginia |
| 2001 | Dick's Picks Volume 22 - Publicación: junio de 2001 - Discográfica: Grateful Dead - Calificación de AllMusic:     | 23 y 24 de febrero de 1968 Kings Beach Bowl, Kings Beach, California |
| 2001 | Dick's Picks Volume 23 - Publicación: octubre de 2001 - Discográfica: Grateful Dead - Calificación de AllMusic:   | 17 de septiembre de 1972 Baltimore Arena, Baltimore, Maryland |
| 2002 | Dick's Picks Volume 24 - Publicación: febrero de 2002 - Discográfica: Grateful Dead - Calificación de AllMusic:   | 23 de marzo de 1974 Cow Palace, Daly City, California |
| 2002 | Dick's Picks Volume 25 - Publicación: julio de 2002 - Discográfica: Grateful Dead - Calificación de AllMusic:     | 10 de mayo de 1978 Veterans Memorial Coliseum, New Haven, Connecticut 11 de mayo de 1978 Springfield Civic Center, Springfield, Massachusetts                                    |
| 2002 | Dick's Picks Volume 26 - Publicación: octubre de 2002 - Discográfica: Grateful Dead - Calificación de AllMusic:   | 26 de abril de 1969 Electric Theater, Chicago, Illinois 27 de abril de 1969 Labor Temple, Minneapolis, Minnesota                                                                 |
| 2003 | Dick's Picks Volume 27 - Publicación: enero de 2003 - Discográfica: Grateful Dead - Calificación de AllMusic:     | 16 de diciembre de 1992 Oakland-Alameda County Coliseum Arena, Oakland, California                                                                                               |
| 2003 | Dick's Picks Volume 28 - Publicación: abril de 2003 - Discográfica: Grateful Dead - Calificación de AllMusic:     | 26 de febrero de 1973 Pershing Municipal Auditorium, Lincoln, Nebraska 28 de febrero de 1973 Salt Palace, Salt Lake City, Utah                                                   |
| 2003 | Dick's Picks Volume 29 - Publicación: julio de 2003 - Discográfica: Grateful Dead - Calificación de AllMusic:     | 19 de mayo de 1977 Fox Theatre, Atlanta, Georgia 21 de mayo de 1977 Lakeland Civic Center Arena, Lakeland, Florida                                                               |
| 2003 | Dick's Picks Volume 30 - Publicación: octubre de 2003 - Discográfica: Grateful Dead - Calificación de AllMusic:   | 25 y 28 de marzo de 1972 Academy of Music, Nueva York, Nueva York |
| 2004 | Dick's Picks Volume 31 - Publicación: marzo de 2004 - Discográfica: Grateful Dead - Calificación de AllMusic:     | 4 y 5 de agosto de 1974 Philadelphia Civic Center, Filadelfia, Pensilvania 6 de agosto de 1974 Roosevelt Stadium, Jersey City, Nueva Jersey                                      |
| 2004 | Dick's Picks Volume 32 - Publicación: julio de 2004 - Discográfica: Grateful Dead - Calificación de AllMusic:     | 7 de agosto de 1982 Alpine Valley Music Theatre, East Troy, Wisconsin |
| 2004 | Dick's Picks Volume 33 - Publicación: noviembre de 2004 - Discográfica: Grateful Dead - Calificación de AllMusic: | 9 y 10 de octubre de 1976 Oakland Coliseum Stadium, Oakland, California |
| 2005 | Dick's Picks Volume 34 - Publicación: febrero de 2005 - Discográfica: Grateful Dead - Calificación de AllMusic:   | 2 de noviembre de 1977 Seneca College, Toronto, Ontario 5 de noviembre de 1977 Community War Memorial, Rochester, Nueva York                                                     |
| 2005 | Dick's Picks Volume 35 - Publicación: junio de 2005 - Discográfica: Grateful Dead - Calificación de AllMusic:     | 6 de agosto de 1971 Hollywood Palladium, Hollywood, California 7 de agosto de 1971 Golden Hall, San Diego, California 24 de agosto de 1971 Auditorium Theatre, Chicago, Illinois |
| 2005 | Dick's Picks Volume 36 - Publicación: octubre de 2005 - Discográfica: Grateful Dead - Calificación de AllMusic:   | 21 de septiembre de 1972 The Spectrum, Filadelfia, Pensilvania |